# Grumman Labyrinthus
Il Grumman Labyrinthus è una formazione geologica della superficie di Titano.